# Коффи, Эжен
Эжен Коффи Куаме (фр. Eugène Koffi Kouame; 7 февраля 1988, Абиджан — 10 июля 2017, там же) — ивуарийский футболист, нападающий.
Выступал в чемпионате Северного Кипра за клубы «Дюзкая» и «Лефке Тюрк». Летом 2011 года перешёл в клуб первой лиги Турции «Болуспор», сыграл 4 матча в лиге и 1 матч (2 гола) в кубке.
Известен российским болельщикам по выступлениям в ФНЛ в команде «СКА-Энергия», за которую провёл 11 матчей. Единственный мяч забил на стадионе имени Ленина в Хабаровске в ворота «Петротреста». Позже Коффи покинул команду и в 2013 году перешёл в «Лефке Тюрк», где выступал ранее.
Скончался 10 июля 2017 года в возрасте 29 лет после сердечного приступа.